# 太陽圈物理學

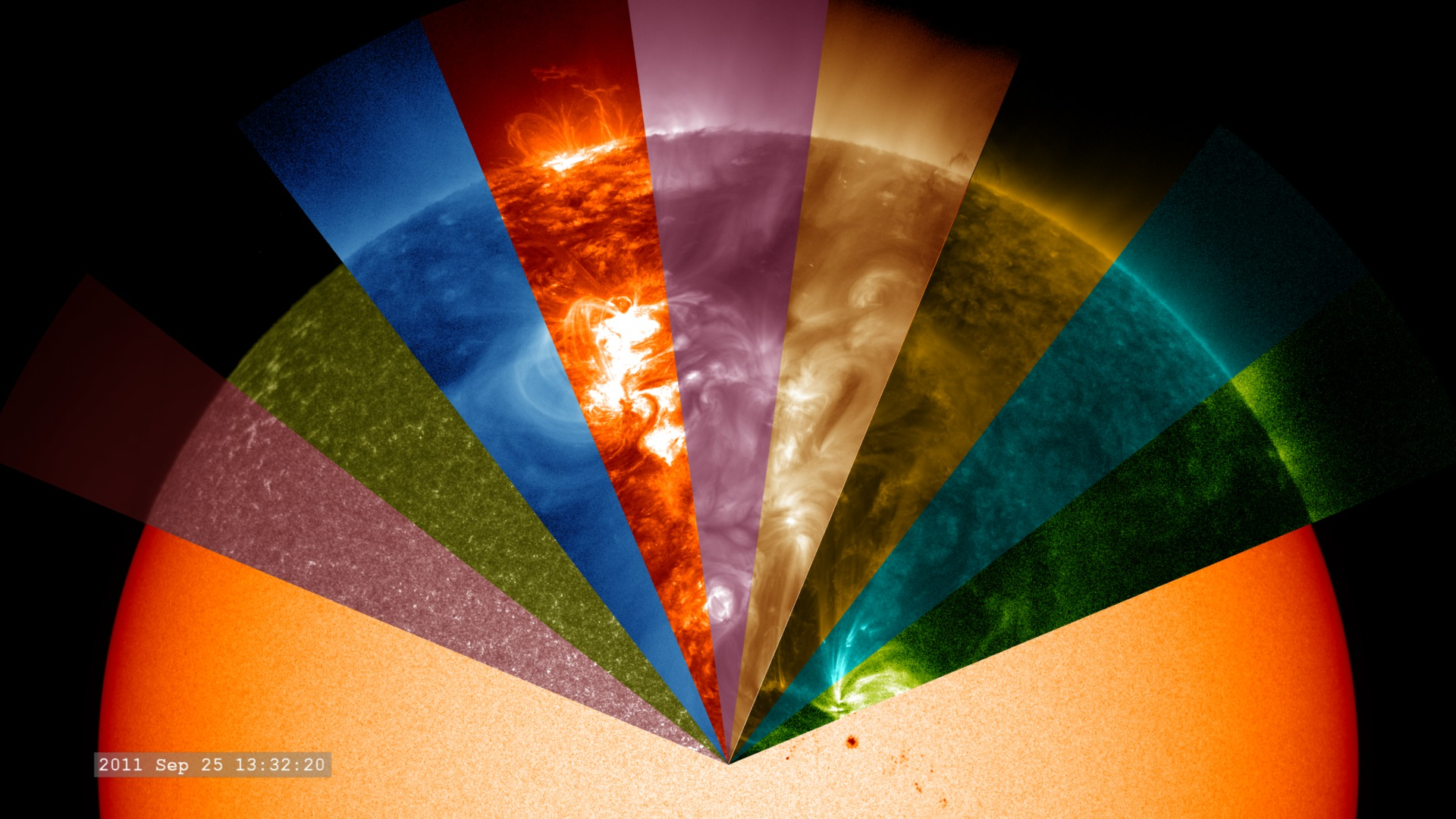
代表太陽產生的光波長的圖片。太陽動力學觀測站上的濾光片應用於太陽的餅圖，從170nm（粉紅色）開始，然後是160nm（綠色）、33.5nm（藍色）、30.4nm（橘色）、21.1nm（紫色）、19.3nm （青銅色）、17.1 奈米（金色）、13.1 奈米（淺綠色）和 9.4 奈米（綠色）。

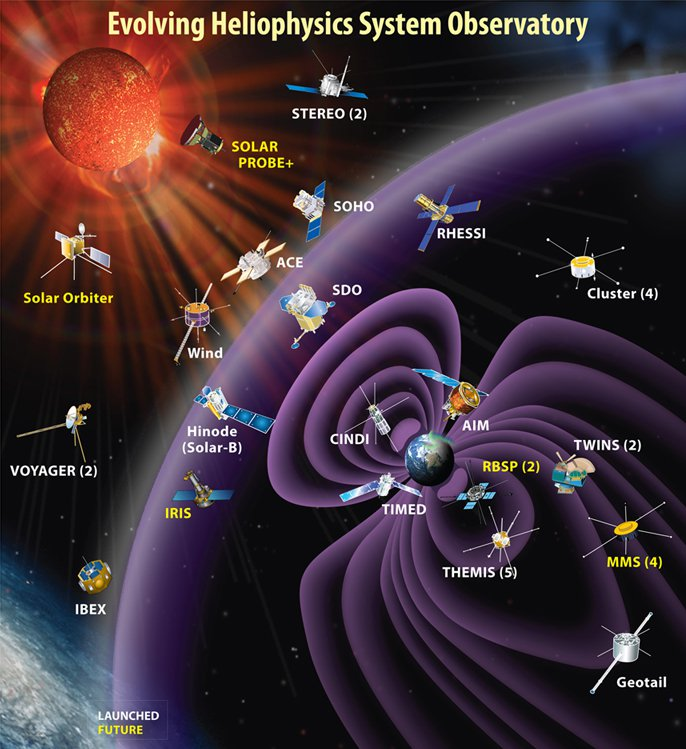
當前和未來日球物理系統天文台在其大致研究區域的任務。

太陽圈物理學（來自首碼「helio」，源自阿提卡希臘語「h ḗ lios」，意為太陽，和名詞「physics」：物質和能量及其相互作用的科學）是太陽的物理學及其與太陽系的聯系。NASA定義太陽圈物理學是
(1) 綜合太陽系科學的新名詞：連結太陽系，
 (2) 對地球空間環境的探索、發現和理解，和
(3)將宇宙中受我們的太陽恆星影響的區域中所有相關現象結合在一起的系統科學。
太陽圈物理學聚焦研究太陽對地球和太陽系內其他天體的影響，以及太空條件的變化。它主要涉及地球和其他行星的磁層、電離層、熱層、中間層和高層大氣。太陽圈物理學結合了太陽科學、太陽日冕、太陽圈和地球空間，涵蓋了各種各樣的天文現象， 包括「宇宙射線和粒子加速、太空天氣和輻射、塵埃和磁重聯、核能發電和太陽內部動力學、太陽活動和恆星磁場、航空學和太空電漿、磁場和全球變化」，以及太陽系與銀河系的相互作用。

## 歷史和字源
「太陽圈物理學」（俄語：「гелиофизика」）被廣泛用於俄語科學文獻。 蘇聯大百科全書第三版（1969年-1978年）將「太陽圈物理學」定義為「[…] 天體物理學研究太陽物理學的的一個部門」。 在1990年，負責蘇聯和後來的俄羅斯和前蘇聯的高級學位的高等認證委員會設立了一個新的專業「太陽系物理學和太陽圈物理學」。在大約2002年之前的英語科學文獻中，太陽圈物理學一詞偶爾被用來描述「太陽物理學」的研究。因此，它是法語「héliophysical」和俄語「гелиофизика」的直接翻譯。2002年左右，美國國家航空暨太空總署戈達德太空飛行中心的約瑟夫·達維拉（Joseph M.Davila）和芭芭拉·湯普森在他們為國際太陽物理年（2007-2008）做準備時採用了這個詞，這是在國際地球物理年之後的50年；為此，他們採用了這個術語，將其含義擴展到包括太陽的整個影響範圍（heliosphere）。作為新擴展含義的早期宣導者，喬治·西斯科提出了以下特徵：
「太陽圈物理學[包括]環境科學，是氣象學和天體物理學之間的一種獨特的混合，包括一組數據和一組範例（一般定律可能大多尚未發現），這些範例是太陽圈中磁化電漿和中性粒子與自身以及引力體及其大氣層相互作用所特有的。」
2007年前後，時任美國國家航空暨太空總署科學任務理事會太陽與地球連接部主任的理查·R·費舍爾受到美國國家航空暨太空總署署長的挑戰，要求他為自己的部門想出一個最好以「物理學」結尾的簡潔新名稱。他提議「太陽圈物理學科學部」，從那時起就一直在使用。太陽圈物理學科學部使用「太陽物理學」一詞來表示對太陽圈及其相互作用物體的研究，最著名的是行星大氣層和磁層、太陽日冕和星際介質。
太陽圈物理研究直接與更廣泛的物理過程網絡相連，這些物理過程自然地擴大了其範圍，超出了美國國家航空暨太空總署將其局限於太陽系的狹隘觀點：太陽圈物理學一般從太陽物理學延伸到恆星物理學，涉及原子核物理學、電漿物理學、太空物理學和磁層物理學等幾個分支。太陽圈物理學是研究太空天氣的基礎，也是理解行星適居性的直接內容。太陽圈物理學和（天體-）物理科學之間的眾多聯繫在一系列文章中得到了探索 （页面存档备份，存于）美國國家航空航太局資助十多年開發的太陽圈物理學教科書暑期學校 （页面存档备份，存于）為該學科的早期職業研究人員開設。

## 背景
太陽是一顆活躍的恆星，而地球位於其大氣層內，因此存在動態相互作用。 太陽的光影響地球上的所有生命和過程； 它是允許並維持地球上生命的能源提供者。 然而，太陽也會產生被稱為太陽風的高能量粒子流，以及可能危害生命或改變其演化的輻射。 在地球磁場和大氣層的保護下，地球可以被視為宇宙中的島嶼，生命在這裡發展和繁榮。
研究地球和太陽圈相互交織的反應，因為地球沉浸在這種看不見的環境中。 地球低層大氣層的保護層上方是由帶電和磁化物質與穿透輻射和高能粒子纏繞而成的等離子體湯。 現代科技很容易受到極端太空天氣的影響——由太陽磁活動驅動的高層大氣和近地空間環境的嚴重擾動。 極光事件期間地球表面產生的強電流可能會擾亂和損壞現代電網，並可能導致石油和天然氣管道的腐蝕。

## 太陽圈物理學研究計劃
已經開發出一些方法來觀察太陽的內部運作並了解地球磁層如何回應太陽活動。 進一步的研究涉及探索表徵太陽與太陽系關係的複雜相互作用的完整系統。
定義多年研究的三個主要目標：
- 了解太陽、太陽圈和行星環境中能量和物質流動的變化。
- 探索太空等離子體系統的基本物理過程。
- 定義地球-太陽系統變化性的起源和社會影響。

### 太陽圈
等離子體及其嵌入的磁場會影響行星和行星系統的形成和演化。 太陽圈保護太陽系免受銀河宇宙輻射。 地球受到磁場的屏蔽，保護它免受太陽和宇宙粒子輻射以及太陽風對大氣的侵蝕。 沒有屏蔽磁場的行星，例如火星和金星，會暴露在這些過程中並以不同的方式演化。 在地球上，磁場在偶爾的極性反轉期間會改變強度和結構，從而改變地球對外部輻射源的屏蔽。

### 磁層
確定地球磁層、電離層和高層大氣的變化，以便規範、預測和減輕其影響。 太陽圈物理學致力於了解近地等離子體區域對太空天氣的反應。 這個複雜、高度耦合的系統保護地球免受最嚴重的太陽擾動，同時重新分配能量和質量。

## 外部連結
- NASA Science Heliophysics
- National Space Science Data Center